# Фау-1
V-1 или Фау-1 (от нем. Vergeltungswaffe 1, първо оръжие за възмездие) е летяща бомба (по съвременната терминология крилата ракета), използвана от германския Вермахт в последната година на Втората световна война.
Първото германско „тайно оръжие“ – летящата бомба V-1 – има официалното обозначение Fieseler Fi 103. Тя е разработена под кодовото название Kirschkern (черешова костилка) и с обозначение за заблуждение на противника FZG-76 (Flakzielgerät = мишена за зенитната артилерия).
Въпреки че се води като конструкция на фирмата Fieseler, V-1 е колективно творение на четири фирми. На Fieseler е възложено изработването на корпуса и крилата, на Argus – на пулсиращия реактивен двигател, на Siemens – на автоматичната система за управление и на Walter – на катапулта за изстрелване. Поради липса на капацитет по-късно Fieseler възлага производството на по-голямата част от телата и крилата на амтомобилните заводи Фолксваген.
Първите прототипи на V-1 показват много дефекти – нещо нормално за един принципно нов продукт. За да се установят причините за тези дефекти, няколко V-1 са снабдени с пилотска кабина в носа. Но четирима пилоти-изпитатели загиват без да се получат резултати. Еденствено известната авиаторка Хана Райч успява да изпълни десет драматични полета, при които основните дефекти са изяснени. За своето геройство тя е наградена с високи ордени. Но и западните съюзници създават затруднения при реализирането на програмата V-1. Планираното за 15 декември 1943 г.изстрелване на първите летящи бомби срещу Англия се забавя в резултат на тежката бомбардировка над Пеенемюнде през август 1943 г., защото се налага службите за изпитване да бъдат прехвърлени в Източна Прусия.
Първите площадки за изстрелване на летящите бомби са разположени дъгообразно във френските провинции Артоа, Нормандия и Пикардия на разстояние от 220 до 250 km от Лондон. Те се изграждат с по няколко рампи с дължина 42 до 52 m с катапулти, бетонени пътища и сгради. Изстрелването на бомбите се поема от специално поделение, известно като зенитен полк 155 (Flak-Regiment 155). По време на съюзническия десант в Нормандия на 6 юни 1944 г. около 40 площадки за изстрелване са готови в Северна Франция.
Първите 10 летящи бомби са изстреляни срещу Англия през нощта на 12 срещу 13 юни 1944 г. Всички са насочени към Лондон, но четири от тях се взривяват още при изстрелването, две не достигат английското крайбрежие и само една пада в района на Лондон. Темпът на изстрелване нараства значително до края на месеца и за 17 дни, до 29 юни, вече са изстреляни 2000 летящи бомби. Но трябва да се има предвид, че поради несъвършенството им, всяка пета бомба се взривява в района на изстрелването или недалеч от него. 316 бомби са изстреляни на 7 август 1944 г. – това е най-голямата бройка за един ден, но само една трета от тях достига Англия.
Британската противовъздушна отбрана успява да се справи с новото оръжие. 1866 бомби са свалени от зенитната артилерия, 232 се удрят в баражни балони. Голям успех имат и изтребителите – 34 пилоти свалят по повече от десет V-1, а капитан Джоузеф бери сваля 61 летящи бомби! В края на войната четири V-1 са свалени от първите британски турбореактивни изтребители Gloster „Meteor“.
След като съюзническите войски окупират големи части от Франция, през октомври 1944 г. зенитният полк, вече преименуван Пета зенитна дивизия (Flak-Division 5), е прехвърлена в Холандия. Оттам той обстрелва белгийския град Антверпен – най-голямото пристанище, използвано от съюзниците.
След като Лондон вече е извън обсега на площадките за изстрелване на V-1, започва изстрелването им от самолети. За целта се използват около сто преустроени двумоторни бомбардировачи Heinkel He 111. Но резултатите се оказват незадоволителни. До края на януари 1945 г. са изстреляни срещу авглийски градове от самолети повече от 1200 летящи бомби, от които само 215 достигат целта си. При тези операции са загубени 77 бомбардировача.
До края на войната са произведени повече от 30 000 летящи бомби V-1. Използването им приключва на 29 март 1945 г., девет месеца след първото изстрелване срещу Англия. От 6725 бомби, които пресичат Ламанша, около 60% са свалени от британската противовъздушна отбрана. Над Лондон падат 2419 летящи бомби и освен това малък брой падат и над други английски градове. Те засягат 23 000 сгради и убиват или раняват 73 000 души. Срещу Антверпен са изстреляни 4900 летящи бомби, 2759 откоито падат в града, и още около 3000 са изстреляни срещу Лиеж.
В края на войната се правят опити с пилотиран вариант на V-1 под кодово название Reichenberg и дори е дадена поръчка за изработване на прототипи в заводите Henschel в Шьонефелд край Берлин. Предвижда се тези пилотирани бомби да бъдат включени в отряд от пилоти-самоубийци с неофициалното название Leonidas-Staffel (на името на спартанския крал Леонид, който през 480 г. пр. Хр. защитил с цената на живота си прохода Термопили от персийските завоеватели). Но тези опити се оказват неудачни и са изоставени.
Основната идея при създаването на летящите бомби е да се тероризира населението на Англия и по-специално на Лондон, без да се излагат на риск самолети и екипажи. Но главният проблем е, че по онова време не е имало надеждна система за управление, която да води бомбата до целта с някаква приемлива степен на точност. Системата за управление на V-1 може да води бомбата в постоянна, зададена посока, като използва информация от вградения жирокомпас. Изминатото разстояние се отчита чрез броене на оборотите на свободно монтирана в носа малка перка. Всякакви компенсации за вятър и други фактори се вземат предвид преди изстрелването чрез задаване на посоката и разстоянието в управляващата система. След изминаване на предписаното разстояние двигателят се изключва, клапите на хоризонталния стабилизатор рязко се накланят и бомбата пикира към целта.
От военна гледна точка едно толкова неточно оръжие като V-1 (отклонение от целта от няколко до 100 km) е безполезно. Но психологическото му въздействие оправдава използването му. Целта не е да се унищожават военни или цивилни обекти, а да се всява страх и ужас и да се въздейства отрицателно на бойния дух. Поради тази причина се налага англичаните да заделят за отбраната на острова много самолети и ценни военни ресурси, вместо да ги използват на фронта срещу германците. Така например за отбраната на Лондон са заделени осем ескадрили от дневни и две ескадрили от нощни изтребители, които патрулират денонощно пред защитния пояс от 400 тежки и 264 леки зенитни оръдия и гъстия бараж от 2016 балона.
Конструкцията на V-1 е много проста. Това е бомба с крила и опашка. Лети ниско, на височина около 600 m със скорост около 600 km/h и може да бъде застигната от бързите изтребители. Правопоточния пулсиращ реактивен двигател е първият от този род, използван в реално действаща оръжейна система. Той има нисък к.п.д., израэходва много гориво и е много шумен. Това е най-простият самолетен двигател, който някога е бил изобретен. Единствените подвижни части в него са жалузийните решетки, монтирани във входа му. Тъй като бомбата V-1 е предвидена за еднократна употреба, това е логичен избор, защото двигателят е лесен за производство и ѝ осигурява прилична скорост. При работа на двигателя корпусът му се загрява до червено, поради което се налага да бъде монтиран външно над тялото. Той е шумен, което има отрицателно въздействие върху обслужващия персонал. Това, че предупреждава злощастните жители на обекта за пристигането си, не е недостатък, защото основната цел на оръжието е да ги сплаши и да съсипе нервите им. Чувството, че бомбата идва, е по-страшно, отколкото самия взрив.
Летящата бомба V-1 е първото оръжие в света с автономно управление, в което са залегнали много от принципите на съвременната ракетна техника. Създадените през последните десетилетия подобни летящи бомби, сега наричани крилати или маршрутни ракети тип „круз“, са правнуци на V-1.